# Tomoya Suzuki
Tomoya Suzuki (鈴木 智也 Suzuki Tomoya?), född 19 augusti 2000 i Saitama prefektur, är en japansk fotbollsspelare.
Suzuki började sin karriär 2018 i FC Tokyo.